# Vanessa Hoppe
Vanessa Camila Hoppe Espoz (1981) es una abogada, política y feminista chilena que fue elegida como miembro de la Convención Constitucional de Chile, en representación del distrito n° 21.
Es abogada de la Universidad Arcis, con un magíster en derecho penal de la Universidad de Sevilla, España y se desempeña como coordinadora de vinculación territorial en la «Corporación de Abogadas Feministas» (Corafem), en la región del Biobío. Ha ejercido en el área de derecho civil indígena y ha realizado talleres gratuitos y abiertos a la ciudadanía en materia constitucional.

## Carrera política
El 27 de agosto de 2021 fue una de las fundadoras del grupo «Movimientos Sociales Constituyentes», que busca articular el trabajo de un grupo de convencionales constituyentes provenientes de organizaciones de la sociedad civil e independientes.

## Historial electoral

### Elecciones de convencionales constituyentes de 2021
- Elecciones de convencionales constituyentes de 2021, para convencional constituyente por el Distrito N° 21 (Alto Biobío, Antuco, Arauco, Cabrero, Cañete, Contulmo, Curanilahue, Laja, Lebu, Los Álamos, Los Ángeles, Lota, Mulchén, Nacimiento, Negrete, Quilaco, Quilleco, San Rosendo, Santa Bárbara, Tirúa, Tucapel y Yumbel).[7]

| Candidato                | Pacto                           | Partido | Votos  | %    | Resultado    |
| ------------------------ | ------------------------------- | ------- | ------ | ---- | ------------ |
| Vanessa Hoppe Espoz      | Apruebo Dignidad                | ILYQ    | 11 203 | 6.64 | Convencional |
| Paulina Veloso Muñoz     | Vamos por Chile                 | RN      | 8 859  | 5.08 | Convencional |
| Ítalo Gallegos Pulido    | Bíobío sin Partidos             | ILF     | 8 324  | 4.94 |              |
| Clara Sagardía Cabezas   | Ind. por una Nueva Constitución | ILYV    | 8 191  | 4.86 |              |
| Ítalo Zunino Besnier     | Vamos por Chile                 | EVO     | 8 055  | 4.78 |              |
| Paz Quevedo Paredes      | Bíobío sin Partidos             | ILF     | 7 870  | 4.67 |              |
| Luis Barceló Amado       | Lista del Apruebo               | ILYB    | 7 576  | 4.49 | Convencional |
| Carolina Gárate Vergara  | Ciudadanos Cristianos           | ILYX    | 6 969  | 4.13 |              |
| Jorge Guzmán Acuña       | Vamos por Chile                 | ILXP    | 6 185  | 3.67 |              |
| Javier Fuchslocher Baeza | Ind. por una Nueva Constitución | ILYV    | 5 952  | 3.53 | Convencional |
| Vasili Carrillo Nova     | Apruebo Dignidad                | ILYQ    | 3 933  | 2.33 |              |